# Orthogonius pseudolongicornis
Orthogonius pseudolongicornis – gatunek chrząszcza z rodziny biegaczowatych i podrodziny Orthogoniinae.

## Taksonomia
Gatunek ten opisali w 2006 roku Ming-yi Tian oraz Thierry Deuve.

## Opis
Języczek o dwu szczecinkach na wierzchołku. Palpiger z bez szczecinek u podstawy. Labrum proste na przedniej krawędzi. Parzyste  i nieparzyste międzyrzędy pokryw równej szerokości, gładkie. Bródka naga. Blaszka wierzchołkowa aedeagusa wydłużone, prawie dwa razy tak dłuższa niż szeroka, stopniowo zwężająca się do wierzchołka. Środkowy płatek aedeagusa wydłużony.

## Występowanie
Gatunek ten występuje w Mjanmie, Kambodży, Wietnamie i Tajlandii.